# ABCレコード
ABCレコード（ABC Records, Inc）は1955年から1979年にかけて存続したアメリカのレコード会社、レコードレーベル。当初はABCパラマウント・レコード（ABC-Paramount Records, Inc）であったが、1966年にABCレコードに改称した。

## 沿革
1955年、ABC（当時はパラマウント映画と合併してABCパラマウント）の子会社としてABCパラマウント・レコードが設立される。
1950年代後半にポール・アンカがヒットを連発し、ABCの看板スターとなる。その後数々の中小レーベルを買収して傘下に収め、アメリカの大手レコード会社（メジャー）の一角を占めるようになった。
1960年、ジャズ専門レーベルのインパルスを設立。アトランティックから移籍したジョン・コルトレーンはここで最盛期を迎えたが、1967年にコルトレーンが死去するとレーベルも退潮した。
1966年にABCレコードに改称。この年はママス&パパスをはじめとしたフォークロックの大物アーティストを多数輩出したダンヒルレコードを買収している。
1970年代にはスリー・ドッグ・ナイト、スティーリー・ダンらのアーティストがヒットを生む。1974年にブルーサム・レコードを買収。
1979年、MCAレコード(現・ユニバーサル・ミュージック)に買収され、レコード会社・レーベルとしてのABCの名は消滅した。

### さまよえるレーベル
日本での発売元が頻繁に変わったことでも有名であるが、2000年にようやく、現在のユニバーサル・ミュージックに落ち着いた。以下に、遍歴を示す。
- ABC時代
  - キングレコード(1958年～1970年頃)[注釈 1]
  - 東芝EMI(1970年頃～1976年)
  - 日本コロムビア(1976年～1979年。MCA編入前まで。）
- MCA時代
  - ビクター音楽産業(1979年～1984年)
  - ワーナー・パイオニア(1984年～1989年)
  - パイオニアLDC（1989年～1992年）
    - MCAがフィリップスと共同開発したレーザーディスクをパイオニアが1981年10月に製品化したことや、日本ビクターがレーザーディスクに対抗したVHDを開発し、それを1983年4月に製品化したことが原因で、MCAの音楽ソフトの販売権もビクターからパイオニアに移行したものと思われる。後にパイオニアは自社で音楽事業を運営したためワーナーから資本撤退。

  - MCAビクター(1992年～1996年)
    - MCA、日本ビクター、そして、ビクター音楽産業の合弁会社。
- ユニバーサル時代
  - ユニバーサル・ビクター(1996年～2000年)
    - MCAがその子会社のユニバーサルに買収されたことによる社名変更。実質的には、MCAビクターと同じ。

  - ユニバーサル・ミュージック(2000年～現在)

## 主なレーベル
- ABCパラマウント（ABC-Paramount）
- ABC（ABC）
- アプト (Apt) シングル盤専門
- インパルス (Impulse) ジャズ専門
- ブルースウェイ (Bluesway) ブルース専門
- ダンヒル (Dunhill)
- プローブ (Probe)
- ウエストミンスター (Westminster) クラシック専門
- ドット (Dot)
- バックビート (Back Beat)

## 主な所属アーティスト
- ポール・アンカ
- インプレッションズ
- B・B・キング
- ジム・クロウチ
- ジョン・コルトレーン
- オーネット・コールマン
- スティーリー・ダン
- スリー・ドッグ・ナイト
- レイ・チャールズ
- ファッツ・ドミノ
- フレディ・ハバード
- フィフス・ディメンション
- フォー・トップス
- ジョン・リー・フッカー
- アート・ブレイキー
- ポコ
- ジェイムス・ギャング
- ママス&パパス
- チャールズ・ミンガス
- クリフ・リチャード
- ソニー・ロリンズ
- ハンス・クナッパーツブッシュ
- ビヴァリー・シルズ
- エミット・ローズ